# Domenico Bosatelli
Domenico Bosatelli (Alzano Lombardo, 3 dicembre 1933 – Bergamo, 13 giugno 2022) è stato un imprenditore italiano, fondatore di Gewiss, azienda produttrice di materiale e apparecchiature elettriche, della quale è stato presidente dal 1970 al 2020.

## Biografia
Nasce ad Alzano Lombardo il 3 dicembre 1933. Quarto di cinque fratelli, la madre Giovanna Pretto era originaria di Vicenza, mentre il padre Giacomo Bosatelli lavorava come meccanico specialista presso la bergamasca Società Tranvie Elettriche Intercomunali.  Dopo gli studi tecnici e le esperienze nel settore commerciale, nel 1970 fonda Gewiss, impresa che guida come presidente fino al 2020, quando lascia il timone al figlio Fabio.

### Attività
Domenico Bosatelli ha guidato Gewiss come presidente dalla sua fondazione nel 1970 fino al 2020.
Nel 1983 ha fondato il Centro Europeo per lo sviluppo delle applicazioni plastiche.
Dal 1993 al 2018, in qualità di vice presidente di ANIE (Associazione Nazionale Industrie Elettrotecniche) si è dedicato allo sviluppo della fiera INTEL, dedicata agli operatori del settore elettrotecnico, divenendo presidente dal 1996 al 2001.
Nel 2016 ha fondato a Bergamo ChorusLife, della quale era presidente.
Ha poi fondato Costim per la replicazione del progetto ChorusLife in Italia e all'estero.
Nel 2019 ha pubblicato la sua autobiografia "Oltre le stelle".
È stato altresì presidente onorario di "Luberg" (Associazione Laureati Università di Bergamo) e presidente Fiera INTEL, dal 1996 al 2001..

## Riconoscimenti
- Cavaliere del lavoro dal Presidente Scalfaro nel 1994.[9]
- Laurea honoris causa in Ingegneria Meccanica dell’Università di Bergamo nel 2003.[10]
- Grande Ufficiale dell’Ordine al Merito della Repubblica Italiana nel 2005.[11]
- Diploma Honoris Causa[12] di Perito in Meccatronica dall’Istituto Tecnico Industriale Statale Pietro Paleocapa di Bergamo nel 2018.
- Benemerenza civica: Medaglia d'oro del Comune di Bergamo nel 2021.[13]